# Długie Jezioro (powiat pilski)
Długie Jezioro – jezioro w woj. wielkopolskim, w powiecie pilskim, w gminie Łobżenica, leżące na terenie Pojezierza Południowokrajeńskiego.

## Dane morfometryczne
Powierzchnia zwierciadła wody według różnych źródeł wynosi od 25,5 ha przez 27,12 ha (lustra wody) do 29,0 ha lub 31,57 ha (ogólna).
Zwierciadło wody położone jest na wysokości 109,3 m n.p.m. lub 109,1 m n.p.m. Średnia głębokość jeziora wynosi 5,1 m, natomiast głębokość maksymalna 11,7 m.

## Hydronimia
Według spisu opracowanego przez Komisję Nazw Miejscowości i Obiektów Fizjograficznych (KNMiOF) nazwa tego jeziora to Długie Jezioro. W różnych publikacjach i na mapach topograficznych jezioro to występuje pod nazwą Długie. Dane z państwowego rejestru nazw geograficznych dwie podają oboczne nazwy tego jeziora: Lanki i Jezioro Lank.